# Civilstånd
Civilstånd är en paraplyterm för olika samlevnadsformer. Begreppet har sina rötter i en fransk lag från 1792, som stipulerade att medborgarnas civilstånd skulle registreras.

## Juridik
Civilstånd är i svensk folkbokföring lika med "familjerättslig ställning". I juridisk mening finns följande civilstånd:
- ogift (aldrig varit gift eller registrerad partner)
- gift eller registrerad partner
- änka, änkling eller efterlevande partner
- skild eller skild partner

Registrerat partnerskap kan inte längre ingås i Sverige, men de civilståndsbenämningar som kommer av partnerskapslagen finns kvar.

## Vardagsbruk
Bortsett från den juridiska terminologin brukar begreppet civilstånd vardagligt också användas för att beskriva en persons verkliga familje- eller livssituation. Ibland kan ord som "ensamstående", singel och "sambo" – som inte talar om huruvida personen varit gift förut – ersätta ogift eller skild. Även ord som fästman/fästmö, pojkvän/flickvän, särbo och ett flertal andra termer kan användas.
En användare på ett community kan ofta välja att ange sitt civilstånd, som här också kan detaljera om personen vill byta civilstånd, och i så fall till vad. En dejtingtjänst kräver ofta att dess användare redovisar civilstånd.

### Storbritannien
Enligt Institute for Fiscal Studies (IFS) i Storbritannien var män från låginkomsttagarfamiljer singlar dubbelt så stor omfattning som män ifrån rikare familjer.

### Sverige
Ensamstående kallas ofta i vardagsbruk för singel. Skatteverkets folkbokföring registrerar till exempel om man är ogift, änkling eller skild. Olika myndigheter kan ha andra preferenser. Till skillnad mot folkbokföringsregistret lägger exempelvis Försäkringskassan vikt vid om man är ensamstående eller sambo, eftersom hushållets ekonomiska förhållanden som utreds i det här fallet.